# Alexandra Raisman
Alexandra Raisman (Needham, 25 mei 1994) is een Amerikaans gymnaste. Ze nam deel aan de Olympische Spelen van Londen 2012 en die van Rio de Janeiro 2016. Ze won bij beide gelegenheden drie medailles.

## Levensloop
In 2010 behaalde Raisman met het Amerikaanse vrouwenteam de zilveren medaille op het WK Turnen in Rotterdam. Op de vloer viel ze net buiten de prijzen met een vierde plaats. Een jaar later, op de wereldkampioenschappen in 2011, werd ze in Tokio met het Amerikaanse vrouwenteam wereldkampioen en behaalde ze de bronzen medaille op de vloer. Daarnaast werd ze tweemaal derde in de Visa-kampioenschappen (U.S. Gymnastics National Championships) in 2010 en 2011.
In 2012 nam Raisman deel aan de Olympische Spelen in Londen waar ze als aanvoerder van het Amerikaanse team de gouden medaille won in de landenmeerkamp. Ze pakte er eveneens het goud op de vloer en het brons op de balk.
In 2016 nam Raisman deel aan de Olympische Spelen in Rio de Janeiro. Het Amerikaanse vrouwenteam haalde weer goud op de landenmeerkamp en zelf haalde Raisman zilver op de individuele meerkamp en op de toestelfinale vloer. In 2016 was het vooral Simone Biles die op elke individuele proef uitblonk.
Raisman is een van de slachtoffers van seksueel misbruik van voormalig arts van de Amerikaanse turnbond Lawrence 'Larry' Nassar.
1952: Ágnes Keleti ·
1956: Ágnes Keleti, Larissa Latynina ·
1960: Larissa Latynina ·
1964: Larissa Latynina ·
1968: Věra Čáslavská, Larisa Petrik ·
1972: Olga Korboet ·
1976: Nelli Kim ·
1980: Nadia Comăneci, Nelli Kim ·
1984: Ecaterina Szabo ·
1988: Daniela Silivaș ·
1992: Lavinia Miloşovici ·
1996: Lilija Podkopajeva ·
2000: Jelena Zamolodtsjikova ·
2004: Cătălina Ponor ·
2008: Sandra Izbașa · 
2012: Aly Raisman · 
2016: Simone Biles · 
2020: Jade Carey · 
2024: Rebeca Andrade
1928: Agsteribbe, Burgerhof, De Levie, Nordheim, Polak, Simons, Stelma, Van den Berg, Van den Bos, Van der Vegt, Van Randwijk, Van Rumt ·
1936: Bärwirth, Bürger, Frölian, Iby, Meyer, Pöhlsen, Schmitt, Sohnemann ·
1948: Honsová, Kovářová, Misáková, Müllerová, Růžičková, Šilhánová, Srncová, Veřmiřovská ·
1952: Gorochovskaja, Botsjarova, Minaitsjeva, Oerbanovitsj, Danilova, Sjamrai, Dzjoegeli, Kalintsjoek ·
1956: Manina, Latynina, Moeratova, Kalinina, Astachova, Jegorova ·
1960: Moeratova, Latynina, Astachova, Ljoechina, Ivanova, Nikolajeva ·
1964: Latynina, Astachova, Voltsjetskaja, Zamotajlova, Manina, Gromova ·
1968: Koetsjinskaja, Voronina, Petrik, Karasjova, Toerisjtsjeva, Boerda ·
1972: Toerisjtsjeva, Korboet, Lazakovitsj, Boerda, Saadi, Kosjel ·
1976: Filatova, Grozdova, Kim, Korboet, Saadi, Toerisjtsjeva ·
1980: Davydova, Filatova, Kim, Naimoesjina, Sjaposjnikova, Zacharova ·
1984: Szabo, Cutina, Păucă, Grigoraș, Stănuleț, Agache ·
1988: Baitova, Sjevtsjenko, Strazjeva, Lasjtsjenova, Boginskaja, Sjoesjoenova ·
1992: Boginskaja, Lysenko, Galijeva, Goetsoe, Groedneva, Tsjoesovitina ·
1996: Miller, Dawes, Strug, Moceanu, Phelps, Chow, Borden ·
2000: Răducan, Amânar, Olaru, Boboc, Isărescu, Presăcan ·
2004: Ban, Eremia, Ponor, Roșu, Șofronie, Stroescu ·
2008: Yang, Cheng, Jiang, Deng, He, Li ·
2012: Douglas, Maroney, Raisman, Ross, Wieber ·
2016: Biles, Douglas, Hernandez, Kocian, Raisman ·
2020: Achajmova, Listoenova, Melnikova, Oerazova ·
2024: Biles, Carey, Chiles, Lee, Rivera
1934: Bajerová, Děkanová, Foltová, Hajková, Jarusková, Veřmířovská ·
1938: Bajerová, Dekanová, Dobešová, Foltová, Hajková, Jarusková, Pálfyová, Veřmířovská ·
1950: Berggren, Blomberg, Lindberg, Ljungström, Nordin, A.-S. Pettersson, G. Pettersson, Sandahl ·
1954: Botsjarova, Danilova, Gorochovskaja, Latynina, Manina, Moeratova, Roedko, Sjarabidze ·
1958: Astachova, Borisova, Ivanova,  Latynina, Manina, Moeratova ·
1962: Astachova, Ivanova, Latynina, Manina, Moeratova, Pervoesjina ·
1966: Čáslavská, Košťálová, Krajčírová, Kubičková, Řimnáčová, Sedláčková ·
1970: Boerda, Karasjova, Lazakovitsj, Petrik, Toerisjtsjeva, Voronina ·
1974: Dronova, Kim, Korboet, Saadi, Sicharoelidze, Toerisjtsjeva ·
1978: Agapova, Arzjannikova, Filatova, Kim, Moechina, Sjaposjnikova ·
1979: Comăneci, Dunca, Eberle, Ruhn, Turner, Vlădărău ·
1981: Bitsjerova, Davydova, Filatova, Ilenko, Polevaja, Zacharova ·
1983: Bitsjerova, Frolova, Ilenko, Mostepanova, Sjisjova, Joertsjenko ·
1985: Baraksanova, Kolesnikova, Mostepanova, Omeljantsjyk, Sjoesjoenova, Joertsjenko ·
1987: Dobre, Golea, Popa, Silivaș, Szabo, Voinea ·
1989: Baitova, Boginskaja, Doednyk, Lasjtsjenova, Sazonenkova, Strazjeva ·
1991: Boginskaja, Tsjoesovitina, Galijeva, Goetsoe, Kalinina, Lysenko ·
1994: Amânar, Gogean, Hațegan, Loaieș, Mărănducă, Miloșovici, Presăcan ·
1995: Amânar, Cacovean, Gogean, Hategan, Marinescu, Miloșovici, Presăcan ·
1997: Amânar, Gogean, Marinescu, Presăcan, Țugurlan, Ungureanu ·
1999: Amânar, Boboc, Isărescu, Olaru, Răducan, Ungureanu ·
2001: Boboc, Cojocar, Ionescu, Răducan, Stroescu, Ulmeanu ·
2003: Humphrey, Kupets, Memmel, Patterson, Schwikert, Vise ·
2006: Fei, Ning, Ya, Panpan, Nan, Zhuoru ·
2007: Hong, Johnson, Liukin, Peszek, Sacramone, Worley ·
2010: Afanasjeva, Dementeva, Koerbatova, Moestafina, Nabiëva, Semenova ·
2011: Douglas, Maroney, Raisman, Sacramone, Vega, Wieber ·
2014: Baumann, Biles, Desch, Kocian, Locklear, Ross, Skinner ·
2015: Biles, Douglas, Dowel, Kochian, Nichols, Raisman, Skinner ·
2018: Biles, Eaker, Hurd, McCallum, McCusker, Smith · 
2019: Biles, Carey, Eaker, Lee, McCallum · 
2022: Chiles, Jones, Carey, Wong, Blakely
· 2023: Biles, Blakely, Jones, Roberson, Wong
- Gemeinsame Normdatei: 1194195873
- International Standard Name Identifier: 0000 0003 8460 9042
- Library of Congress Control Number: no2012140144
- Nationale Bibliotheek van Israël: 987007405801305171
- Virtual International Authority File: 276972964
- WorldCat: E39PBJdmq7JvfWv49FKqDjPfbd